# Billy (Allier)
Billy település Franciaországban, Allier megyében. Lakosainak száma 823 fő (2022. január 1.). Billy Créchy, Marcenat, Saint-Félix, Saint-Germain-des-Fossés, Sanssat és Seuillet községekkel határos.

## Népesség
A település népességének változása:
| Lakosok száma | 1084 | 921  | 1007 | 852  | 843  | 802  | 781  | 783  | 796  | 823  |
|               | 1968 | 1982 | 1990 | 2006 | 2013 | 2015 | 2017 | 2019 | 2020 | 2022 |